# Shift In
Shift Out (SO)与Shift In (SI)是ASCII 控制字符的14与15(0x0E，0x0F)。有时也称作"Control-N"与"Control-O"。
最初的意义是提供一种方式使得机电式打字机或电动打字机的彩色打印带上下移动以更换颜色。黑色是默认颜色，因此可shift "in"或"out"，切换为其它颜色的打印带。
后来用于切换不同的字体或字符集。在ISO/IEC 2022，分别表示GL编码G0，以及GL编码G1.